# Radiolokacyjna stacja wstępnego poszukiwania
Radiolokacyjna stacja wstępnego poszukiwania (RSWP) – wojskowa stacja radarowa przeznaczona do wykrywania, rozpoznawania, określania i przekazywania współrzędnych wyznaczonych celów powietrznych do artyleryjskich stacji radiolokacyjnych i stanowiska dowodzenia oddziału obrony przeciwlotniczej. Radiolokacyjne stacje wstępnego poszukiwania wchodzą w skład wyposażenia wszystkich oddziałów wojsk obrony przeciwlotniczej. Dzięki możliwości wykrywania celów powietrznych na znacznych odległościach, niezależnie od pogody i pory dnia stacje te zwiększyły skuteczność działań bojowych artylerii przeciwlotniczej.
Radiolokacyjne stacje wstępnego poszukiwania montuje się czasem razem z radiolokacyjną stacją artyleryjską na jednym pojeździe.